# Mycale macrosigma
Mycale macrosigma är en svampdjursart som först beskrevs av Lindgren 1897.  Mycale macrosigma ingår i släktet Mycale och familjen Mycalidae. Inga underarter finns listade i Catalogue of Life.